# Paw Paw (Virgínia de l'Oest)
Paw Paw és una població dels Estats Units a l'estat de Virgínia de l'Oest. Segons el cens del 2000 tenia 524 habitants.

## Demografia
Segons el cens del 2000, Paw Paw tenia 524 habitants, 224 habitatges, i 144 famílies. La densitat de població era de 389,1 habitants per km².
Dels 224 habitatges en un 27,7% hi vivien nens de menys de 18 anys, en un 43,8% hi vivien parelles casades, en un 14,7% dones solteres, i en un 35,3% no eren unitats familiars. En el 28,6% dels habitatges hi vivien persones soles el 17,4% de les quals corresponia a persones de 65 anys o més que vivien soles. El nombre mitjà de persones vivint en cada habitatge era de 2,32 i el nombre mitjà de persones que vivien en cada família era de 2,87.
Per edats la població es repartia de la següent manera: un 22,5% tenia menys de 18 anys, un 10,1% entre 18 i 24, un 25,2% entre 25 i 44, un 23,3% de 45 a 60 i un 18,9% 65 anys o més.
L'edat mediana era de 40 anys. Per cada 100 dones de 18 o més anys hi havia 82,9 homes.
La renda mediana per habitatge era de 25.625 $ i la renda mediana per família de 30.250 $. Els homes tenien una renda mediana de 27.500 $ mentre que les dones 23.125 $. La renda per capita de la població era de 17.377 $. Entorn del 14,9% de les famílies i el 18,1% de la població estaven per davall del llindar de pobresa.

## Poblacions més properes
El següent diagrama mostra les poblacions més properes.